# فيليب بوش
فيليب بوش (بالإنجليزية: Phillip Bush)‏ هو عازف بيانو أمريكي، ولد في 4 يناير 1961.

## وصلات خارجية
- فيليب بوش على موقع ميوزك برينز (الإنجليزية)
- فيليب بوش على موقع أول ميوزيك (الإنجليزية)
- فيليب بوش على موقع ديسكوغز (الإنجليزية)